# Anders Frigell (latinist)
Anders Frigell, född 22 maj 1820 i Gillstads socken, Skaraborgs län, död 8 december 1897 i Uppsala, var en svensk klassisk filolog. Han blev docent 1854 och extra ordinarie adjunkt i latin 1862 vid Uppsala universitet.
Frigells föräldrar var bonden Håkan Andersson och hans hustru Brita Andersdotter
Frigells specialitet var texteditioner och han genomförde i mitten av 1850-talet en forskningsresa till flera europeiska arkiv, bland annat Vatikanbiblioteket. Befordringsmässigt drabbades han dock av flera motgångar. Efter en bitter fejd förlorade han konkurrensen om den ordinarie professuren i latin mot Frans Wilhelm Häggström 1875. År 1882 erhöll han istället en personlig professur i samma ämne. Han var känd för sin originalitet och blev föremål för många anekdoter. Han är begravd i Västgöta nations grav på Uppsala gamla kyrkogård. En sentida släkting till honom är hans namne, juristen Anders Frigell.
Bland hans skrifter märks den mycket använda skolupplagan av Titus Livius (1871–), Kommentarer till Cæsar (1858–59) och Horatius (1870), samt Livius som historieskrifvare (1880) och Om bibliotekskataloger (1864).